# Kväveisotoper
Kväveisotoper är isotoper av grundämnet kväve (N), det vill säga atomer och kärnor med 7 protoner och olika antal neutroner.

## Isotoper
Kväve har 16 kända isotoper, varav 2 är stabila (14N och 15N).
Det finns även en kärnisomer, 11mN. Alla radioisotoper är kortlivade, den mest långlivade är 13N med en halveringstid på 9,965 minuter. Alla andra har halveringstider under 7,15 sekunder, de flesta under fem åttondelssekunder.
De flesta isotoper med masstal under 14 sönderfaller till kolisotoper, medan de flesta isotoper med masstal över 15 sönderfaller till syreisotoper. Den mest kortlivade kända isotopen är 10N.

### Kväve-13
13N är en kväveisotop vars kärna består av 7 protoner och 6 neutroner. Det är en radioisotop, i synnerhet till följd av sönderfall av 13O, som sönderfaller till 13C genom positronemission, och av detta skäl använd i positronemissionstomografi.

### Kväve-14
14N är en kväveisotop vars kärna består av 7 protoner och 7 neutroner. Det är ett av de två stabila kväveisotoperna, och motsvarar 99,634 % av kvävet på jorden.
14N är en av de få stabila isotoperna med både ett udda antal protoner och neutroner. Var och en av dessa resulterar i ett kärnspinn på ungefär 1⁄2, vilket resulterar i en totalt magnetiskt spinn på 1.
Liksom alla grundämnen tyngre än litium, antas den ursprungliga källan till 14N och 15N i universum vara stellär nukleosyntes, där det produceras som en del av kol–kväve–syrecykeln.
14N är källan till naturligt förekommande 14C. Vissa typer av kosmisk strålning orsakar en kärnreaktion med 14N i den övre atmosfären på jorden, vilket resulterar i 14C, som sönderfaller tillbaka till 14N med en halveringstid på 5730 ± 40 år.

### Kväve-15
15N är en kväveisotop vars kärna består av 7 protoner och 8 neutroner. Det är ett av de två stabila kväveisotoperna, och motsvarar 0,366 % av kvävet på jorden.
15N används ofta inom jordbruks- och medicinsk forskning, exempelvis i Meselson–Stahl-experimentet för att fastställa naturen av DNA-replikation. En förlängning av denna forskning resulterade i utvecklingen av DNA-baserad stabilisotopsondering, vilket möjliggör undersökning av länkar mellan metabolisk funktion och taxonomisk identitet av mikroorganismer i miljön, utan att det behövs kulturell isolering. 15N används i stor utsträckning för att spåra mineralkväveföreningar (särskilt gödningsmedel) i miljön och i kombination med användning av andra isotopmarkörer, är det också ett mycket viktigt spårämne för att beskriva vad som händer med kvävehaltiga organiska föroreningar.
15N används ofta i NMR (kväve-15-NMR-spektroskopi) eftersom till skillnad från det mer rikligt förekommande 14N, som har ett heltaligt kärnspinn och därmed ett kvadrupolt moment, har 15N ett fraktionerat kärnspinn av en halv, vilket innebär fördelar i NMR såsom smalare linjebredd. Proteiner kan isotopiskt märkas genom att kultivera dem i ett medium innehållande 15N som den enda kvävekällan. Dessutom används 15N för att märka proteiner i kvantitativ proteomik (exempelvis SILAC).
Förhållandet 15N/14N i en organism kan ge information om dess kost, eftersom 15N tenderar att vara koncentrerat högre upp i näringskedjan, med en ökning på 3–4 ‰ för varje steg (se visare Isotopsignatur § Kväveisotoper).
15N har ett av de lägsta termiska neutroninfångningstvärsnitten av alla isotoper.
Två källor till 15N är positronemission av 15O och betasönderfall av 15C.

### Kväve-16
16N är en kväveisotop vars kärna består av 7 protoner och 9 neutroner. Det är en radioisotop med en halveringstid på 7,13 sekunder. Den sönderfaller till 16O genom att emittera en elektron samt gammastrålning (10,419 MeV). Det bildas i synnerhet i vattenreaktorer genom snabb aktivering av syre från vattnet med neutronflödet. Gammastrålningen är i anslutning till huvudstrålningskällan i det primära systemet för vattenreaktorn. På grund av den korta emissionstiden, försvinner denna strålning i de allra första ögonblicken efter avstängning.

## Tabell
| Nuklid                        | Z                       | N                       | Massa (u)               | Halveringstid | ST (%)            | SE (MeV) | SP     | Spinn | Förekomst (%) |
| Nuklid                        | Excitationsenergi (keV) | Excitationsenergi (keV) | Excitationsenergi (keV) | Halveringstid | ST (%)            | SE (MeV) | SP     | Spinn | Förekomst (%) |
| ----------------------------- | ----------------------- | ----------------------- | ----------------------- | ------------- | ----------------- | -------- | ------ | ----- | ------------- |
| 10N                           | 7                       | 3                       | 10,04165(43)            | 200 × 10−24 s | p                 | 2,3(16)  | 9C     | (2−)  |               |
| 11N                           | 7                       | 4                       | 11,02609(5)             | 590 × 10−24 s | p                 | 2,29     | 10C    | ½+    |               |
| 11mN                          | 740(60)                 | 740(60)                 | 740(60)                 | 590 × 10−24 s |                   |          |        | ½−    |               |
| 12N                           | 7                       | 5                       | 12,0186132(11)          | 11 ms         | β+ (96,5 %)       | 17,338   | 12C    | 1+    |               |
| 12N                           | 7                       | 5                       | 12,0186132(11)          | 11 ms         | β+ α (3,5 %)      |          | 8Be    | 1+    |               |
| 13N                           | 7                       | 6                       | 13,00573861(29)         | 9,965 min     | β+                | 2,22     | 13C    | ½−    |               |
| 14N                           | 7                       | 7                       | 14,0030740048(6)        | Stabil        | Stabil            | Stabil   | Stabil | 1+    | 99,634        |
| 15N                           | 7                       | 8                       | 15,0001088982(7)        | Stabil        | Stabil            | Stabil   | Stabil | ½−    | 0,366         |
| 16N                           | 7                       | 9                       | 16,0061017(28)          | 7,13 s        | β− (99,99 %)      | 10,419   | 16O    | 2−    |               |
| 16N                           | 7                       | 9                       | 16,0061017(28)          | 7,13 s        | β− + α (0,001 %)  |          | 17O    | 2−    |               |
| 16m1N                         | 7                       | 9                       |                         | 7,13 s        | IT                | 0,120    |        | 0     |               |
| 16m1N                         | 7                       | 9                       | β−                      | 7,13 s        | 10,539            |          |        | 0     |               |
| 17N                           | 7                       | 10                      | 17,008450(16)           | 4,173 s       | β− + n (95 %)     | 4,536    | 16O    | ½−    |               |
| 17N                           | 7                       | 10                      | 17,008450(16)           | 4,173 s       | β− (4,99 %)       | 8,68     | 17O    | ½−    |               |
| 17N                           | 7                       | 10                      | 17,008450(16)           | 4,173 s       | β− + α (0,0025 %) |          | 13C    | ½−    |               |
| 18N                           | 7                       | 11                      | 18,014079(20)           | 622 ms        | β− (76,9 %)       | 13,899   | 18O    | 1−    |               |
| 18N                           | 7                       | 11                      | 18,014079(20)           | 622 ms        | β− + α (12,2 %)   | 7,627    | 14C    | 1−    |               |
| 18N                           | 7                       | 11                      | 18,014079(20)           | 622 ms        | β− + n (10,9 %)   |          | 17O    | 1−    |               |
| 19N                           | 7                       | 12                      | 19,017029(18)           | 271 ms        | β− + n (54,6 %)   | 8,571    | 18O    | (½−)  |               |
| 19N                           | 7                       | 12                      | 19,017029(18)           | 271 ms        | β− (45,4 %)       | 12,527   | 19O    | (½−)  |               |
| 20N                           | 7                       | 13                      | 20,02337(6)             | 130 ms        | β− + n (56,99 %)  | 10,36    | 19O    |       |               |
| 20N                           | 7                       | 13                      | 20,02337(6)             | 130 ms        | β− (43 %)         | 17,97    | 20O    |       |               |
| 21N                           | 7                       | 14                      | 21,02711(10)            | 87 ms         | β− + n (80 %)     | 13,36    | 20O    | ½−#   |               |
| 21N                           | 7                       | 14                      | 21,02711(10)            | 87 ms         | β− (20 %)         | 17,17    | 21O    | ½−#   |               |
| 22N                           | 7                       | 15                      | 22,03439(21)            | 13,9 ms       | β− (65 %)         | 22,8     | 22O    |       |               |
| 22N                           | 7                       | 15                      | 22,03439(21)            | 13,9 ms       | β− + n (35 %)     | 15,95    | 21O    |       |               |
| 23N                           | 7                       | 16                      | 23,04122(32)#           | 14,5 ms       | β−                |          | 23O    | ½−#   |               |
| 24N                           | 7                       | 17                      | 24,05104(43)#           | 52 ns         | n                 |          | 23N    |       |               |
| 25N                           | 7                       | 18                      | 25,06066(54)#           | 260 ns        |                   |          |        | ½−#   |               |
| Denna tabell: visa • redigera |                         |                         |                         |               |                   |          |        |       |               |

Anmärkningar
- Stabila isotoper anges i fetstil.
- Värden markerade med # härrör inte enbart från experimentella data, men åtminstone delvis från systematiska trender.
- Osäkerheter anges i kort form i parentes efter värdet. Osäkerhetsvärden anger en standardavvikelse, utom isotopsammansättningen och standardatommassa från IUPAC, som använder expanderade osäkerhet.
- Nuklidmassor är givna av IUPAP Commission on Symbols, Units, Nomenclature, Atomic Masses and Fundamental Constants (SUNAMCO).
- Isotopförekomster är givna av IUPAC Commission on Isotopic Abundances and Atomic Weights.